# Eurosport
Eurosport este un canal sportiv de satelit și cablu din Europa deținut de Warner Bros. Discovery. Are mai multe ediții și coloane sonore, în diferite limbi cum ar fi engleză, franceză, germană, italiană, spaniolă, portugheză sau română.
Versiunea în limba română a fost lansată pe 29 noiembrie 1997. 
Eurosport difuzează tenis, ciclism, jocuri olimpice, un sezon de iarnă complet și toate competițiile de snooker din World Snooker Tour.

## Istorie
Eurosport a fost lansat în 1989 ca un joint venture între Uniunea Europeană de Radio și Televiziune și Sky Television plc. Când Sky a fuzionat cu BSB s-au decis să se concentreze asupra canalului BSB The Sports Channel care a fost redenumit Sky Sports. Eurosport a fost închis în mai 1991 după ce concurenții de la Screensport au depus o plângere împotriva lor la European Economic Comission. Totuși, canalul a fost salvat când Grupul TF1 a înlocuit BskyB. În aceeași lună, canalul Eurosport a reînceput transmisia. Pe 1 martie 1993, canalul prin cablu și satelit Screensport a fuzionat cu Eurosport, al cărui proprietar a devenit grupul francez TF1, Canal+ și Havas Images. Din ianuarie 2001 este complet deținut de TF1. Începând cu 22 iulie 2015, canalele Eurosport sunt deținute complet de trustul Discovery Communications (acum Warner Bros. Discovery.

## Competiții

### Jocurile Olimpice
În iunie 2015 Eurosport a anunțat că a obținut drepturile pentru toată Europa (cu excepția Rusiei) pentru Jocurile Olimpice de iarnă și de vară, în perioada 2018 - 2024. În 2023, a anunțat prelungirea drepturilor pentru Jocurile Olimpice până la ediția din 2032 inclusiv.

### Premier League
Eurosport a transmis meciurile din Premier League în România și Ungaria pentru sezoanele 2007-08, 2008-09 și 2009-10 pe Eurosport 2. Ulterior, în 2013, Eurosport a redevenit deținătorul de drepturi Premier League pentru România. Cu această ocazie, a fost lansat canalul Eurosport Premier League care însă nu a fost inițial disponibil în toate rețelele. A avut aceeași grilă de programe cu Eurosport 1 International, doar că a transmis meciuri din Premier League când acestea erau live. Din august 2016, Eurosport România a lansat și o emisiune produsă la București și dedicată campionatului englez, Premier League Show. Eurosport România a deținut drepturile Premier League până în 2022.

### Copa América
În 2019, Eurosport 1 a difuzat Copa América, în exclusivitate pentru România.

## Sporturi difuzate
Eurosport ofera mai multe competiții sportive, printre care fotbal, tenis, ciclism, scrimă, sporturi cu motor, snooker, squash.
- Tenis
  -  - Australian Open
  -  - Turneul de tenis de la Roland Garros
  -  - Turneul de tenis de la Wimbledon
  -  - U.S. Open

- Sporturi cu motor
  - Campionatul Mondial de Superbike
  - Campionatul Britanic de Superbike
  - Campionatul Mondial de Anduranță
  - Cursa de 24 de ore de la Le Mans

- Ciclism
  -  - Turul Italiei
  -  - Turul Franței
  -  - Turul Spaniei
  -  - Turul României

- Golf

- Snooker

- Sporturi de iarnă